# Tureholm
Tureholm – miejscowość (tätort) w Szwecji, w regionie administracyjnym (län) Sztokholm, w gminie Ekerö.
Według danych Szwedzkiego Urzędu Statystycznego liczba ludności wyniosła: 799 (31 grudnia 2015), 1080 (31 grudnia 2018) i 1067 (31 grudnia 2019).